# Dísablót

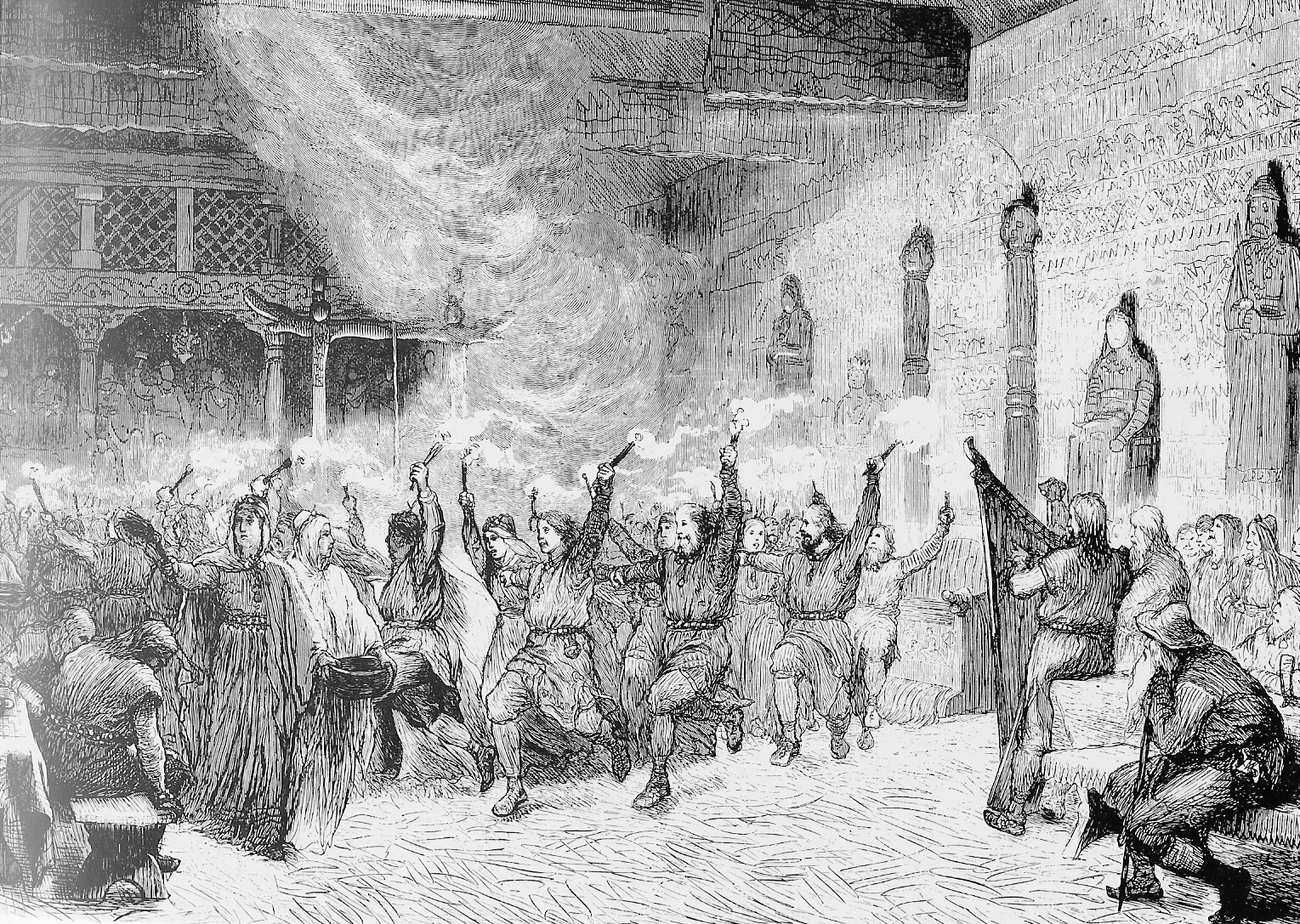
Il dísablót di August Malmström

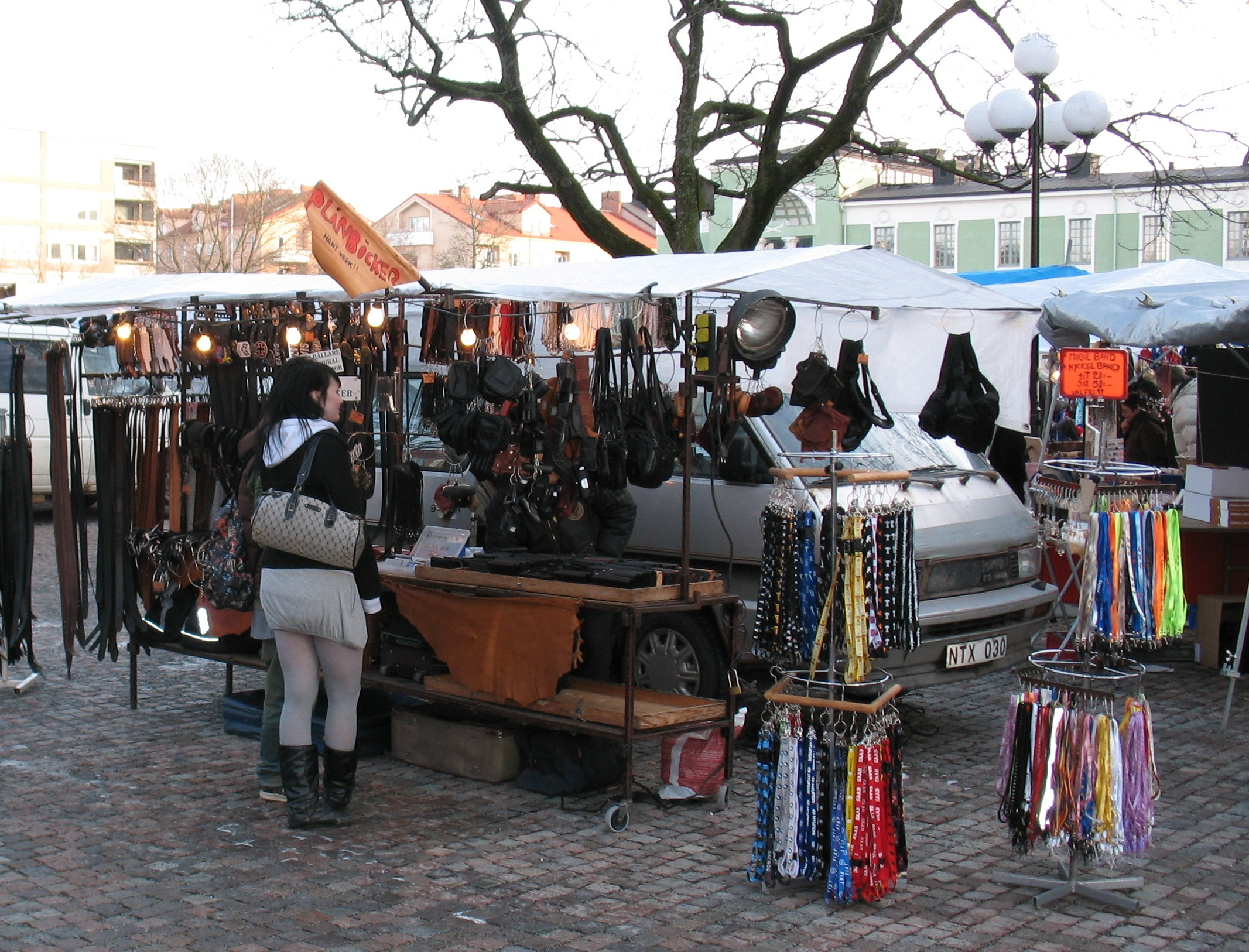
La celebrazione si tiene tuttora come mercato annuale ad Uppsala, Svezia. La foto rappresenta quella del 2008

Il Dísablót era un blót (vacanza sacrificale) tenuta in onore degli spiriti o divinità femminili chiamati dísir (tra cui Norn e Valchirie), dall'epoca preistorica fino alla Cristianizzazione della Scandinavia. Il proposito era quello di migliorare i raccolti. Viene citata nella Saga di Hervör, nella Víga-Glúms saga, nella Egils saga e nella Heimskringla. Attualmente (2011) la celebrazione viene ancora festeggiata annualmente con una fiera chiamata Disting ad Uppsala, in Svezia.

## Descrizione
Il Dísablót sembra essersi tenuto durante le Notti Invernali, o durante l'Equinozio. In una versione della saga di Hervar vi è una descrizione di come fosse eseguito il sacrificio. Alfhildr, figlia del re Alfr di Álfheimr, fu rapita dallo starkaðr Aludreng, mentre stava arrossando un horgr con del sangue.
Questa storia fa pensare che il rito fosse operato dalle donne. Comunque, secondo la Saga degli Ynglingar, parte della Heimskringla, il re di Svezia eseguì i riti, in base al suo ruolo di alto sacerdote del tempio di Uppsala. La citazione del Dísablót ha a che fare con la morte del re Eadgils (Aðils, Adils), il quale morì cadendo da cavallo mentre girava attorno al santuario.
In Svezia il Dísablót ebbe importanza politica e sociale. Le festività si tenevano alla fine di febbraio o all'inizio di marzo a Gamla Uppsala. Si tenne in concomitanza con la grande fiera Disting e la grande assemblea popolare chiamata Thing di tutti gli Svedesi.
Lo storico islandese Snorri Sturlusson, ben informato sulla società svedese che visitò nel 1219, ne parla nella Heimskringla (1225):
Il santuario in cui i Dísir erano adorati si chiamava dísarsalr, e questo edificio viene citato nella Saga degli Ynglingar riguardo alla morte di re Aðils. Appare anche nella saga di Hervör, dove una donna si infuria per la morte del padre avvenuta per mano di Heiðrekr, il marito, tanto che si impicca nel santuario.
Il dísablót scandinavo è stato associato alla modranect ("notte delle madri") anglosassone da Gabriel Turville-Petre.